# George Raynor
George Sidney Raynor (* 13. Januar 1907 in Hoyland bei Wombwell, Yorkshire; † 24. November 1985) war ein englischer Fußballspieler und -trainer.
Aufgrund seiner Verdienste um die Fußballnationalmannschaft wurde er im Juli 1958 vom schwedischen König Gustav VI. Adolf als Ritter in den Wasaorden aufgenommen.

## Karriere

### Als aktiver Spieler
Raynor spielte zunächst im Amateurbereich für die englischen Fußballclubs Elsecar Bible Class, Mexborough Athletic und den FC Wombwell. 1930 unterzeichnete er seinen ersten Profivertrag bei Sheffield United. In den gesamten zwei Jahren, in denen er für Sheffield spielte, absolvierte er jedoch lediglich ein einziges Pflichtspiel. Während der Folgejahre (1932–1939) wechselte er zwischen vier verschiedenen Vereinen, sein letzter Verein vor Ausbruch des Zweiten Weltkrieges war der Aldershot FC.

### Als Trainer
Während des Zweiten Weltkrieges war Raynor Trainer in Bagdad im Irak und stellte trotz des Krieges eine Nationalmannschaft für den Irak auf, welches die Aufmerksamkeit von Stanley Rous, dem damaligen Sekretär der Football Association erregte. Raynor wurde im Jahr 1946 Betreuer der schwedischen Nationalmannschaft, die seinerzeit von einem Auswahlkomitee zusammengestellt wurde.

#### Schwedische Nationalmannschaft
Raynor galt als jähzorniger und unermüdlicher Charakter, der besser zu dem aufgeschlossenen Schweden als zum konservativen England zu passen schien. Unter ihm entwickelte sich Schweden zu einer Fußballgröße, was unter anderem auch an seinem Einblick ins Vereinsmanagement lag. Bereits bei der Begegnung zwischen Schweden und England in Highbury im Jahre 1947 hatte England Mühe, sich gegen Schweden durchzusetzen, bis England schließlich mit 4:2 siegte.

#### Olympische Spiele von 1948
Im folgenden Jahr besiegte Schweden Jugoslawien mit 3:1 im Endspiel der Olympischen Sommerspiele von 1948 in London. Zu dieser Zeit war Rudolf Kock als Mitglied des Auswahlkomitees Raynors Co-Trainer. Durch ihre Team-Analysen kamen sie gemeinsam zu dem Ergebnis, dass Nils Liedholm und Kjell Rosén sich hervorragend als defensive Mittelfeldspieler eignen würden. Gunnar Gren, Gunnar Nordahl und Liedholm (später als Gre-No-Li bezeichnet) formten ein kreatives und schlagkräftiges Trio. Nachdem Schweden 1948 olympisches Gold gewonnen hatte, wurde der Kern der Mannschaft durch italienische Scouts für die Serie A verpflichtet.

#### WM 1950
Trotz des schwedischen Beschlusses, nach dem es Profi-Spielern verboten war, für die Nationalmannschaft zu spielen, gelang Raynor die Qualifikation zur Weltmeisterschaft 1950 in Brasilien. Schweden besiegte Italien mit 3:2 in der Gruppenphase und wurde Dritter, nachdem die Mannschaft in der Finalrunde dem späteren Weltmeister Uruguay mit 2:3 unterlag.

#### Olympische Spiele von 1952
Bei den Olympischen Sommerspielen von 1952 in Helsinki führte Raynor Schweden mit einem 2:0-Siege gegen Deutschland im Spiel um Platz drei zur Bronzemedaille.

#### WM 1958
Inzwischen hatte der Svenska Fotbollförbundet Profis im inländischen Fußball zugelassen, trotzdem bedurfte es Überzeugungskraft um einerseits bei den italienischen Vereinen die Freistellung von Kurt Hamrin (Calcio Padova) und Liedholm (AC Mailand) zu erbitten, andererseits um für die Akzeptanz der „Ausländer“ bei der schwedischen Bevölkerung zu werben.

„It would have been impossible for us to meet world-class opposition without such performers as Liedholm, Gren, Hamrin and Skoglund. Some people thought it wrong to play these "Italians" as the side was not representative of Swedish football. Perhaps it wasn’t, but it was representative of the footballers Sweden produced.“

Schweden erreichte das Endspiel, unterlag jedoch Brasilien mit 2:5. Der zweite Platz bei der WM 1958 ist zugleich der größte Erfolg für Schwedens Fußballnationalmannschaft. Ein Jahr später besiegte Schweden England mit 3:2 im Wembley-Stadion.

### Als Vereinstrainer
Während dieser Zeit wechselte Raynor häufig als Vereinstrainer, seine Stationen waren unter anderem AIK Solna (1948–1951), Lazio Rom in Italien (1954) und Coventry City in England (für 5 Monate im Jahr 1956), aber für die WM 1958 war er zurück als Trainer der schwedischen Fußballnationalmannschaft.
Neun Jahre nach seinen großen Triumphen trainierte Raynor den englischen Viertligisten Doncaster Rovers.
1960 veröffentlichte er ein Buch mit dem Titel „Football ambassador at large“.